# Supercopa de Brasil 2020
La Supercopa de Brasil 2020 fue la tercera edición del Supercopa de Brasil, que regresa después de 28 años. Una competición de fútbol brasileña, organizada por la CBF, que reunió a los equipos campeones del Campeonato Brasileño y la Copa de Brasil del año anterior. La competencia se decidió en un solo juego programado para el 16 de febrero en el Estadio Mané Garrincha de Brasilia.
El partido fue disputado por Flamengo, campeón del Brasileirão 2019, y el Athletico Paranaense, campeón de la Copa de Brasil 2019. El conjunto carioca superó a su rival por un resultado de 3-0, convirtiéndose en Supercampeón de Brasil.

## Clubes clasificados
|  | Flamengo             |  | Río de Janeiro |  | Campeón de la Campeonato Brasileño Serie A (2019) |
|  | Athletico Paranaense |  | Paraná         |  | Campeón de la Copa de Brasil (2019)               |

## Partido
| 1          | Guardameta     | Diego Alves            |     |
| 13         | Defensa        | Rafinha                |     |
| 3          | Defensa        | Rodrigo Caio           |     |
| 2          | Defensa        | Gustavo Henrique       |     |
| 16         | Defensa        | Filipe Luís            | 87' |
| 5          | Centrocampista | Willian Arão           |     |
| 15         | Centrocampista | Gerson                 |     |
| 14         | Centrocampista | Giorgian de Arrascaeta | 72' |
| 7          | Delantero      | Éverton Ribeiro        | 86' |
| 9          | Delantero      | Bruno Henrique         |     |
| 27         | Delantero      | Gabriel Barbosa        |     |
| Entrenador | Entrenador     | Jorge Jesús            |     |

| 1          | Guardameta     | Santos             |     |
| 13         | Defensa        | Khellven           | 46' |
| 33         | Defensa        | Lucas Halter       |     |
| 44         | Defensa        | Thiago Heleno      |     |
| 6          | Defensa        | Márcio Azevedo     | 46' |
| 5          | Centrocampista | Wellington         |     |
| 26         | Centrocampista | Erick              |     |
| 18         | Centrocampista | Léo Cittadini      | 63' |
| 11         | Centrocampista | Nikão              |     |
| 7          | Delantero      | Rony               |     |
| 10         | Delantero      | Marquinhos Gabriel |     |
| Entrenador | Entrenador     | Dorival Júnior     |     |

| 19 | Delantero      | Michael | 72' |
| 10 | Centrocampista | Diego   | 86' |
| 6  | Centrocampista | Renê    | 87' |

| 16 | Defensa        | Abner Vinícius    | 46' |
| 55 | Centrocampista | Fernando Canesin  | 46' |
| 17 | Delantero      | Guilherme Bissoli | 63' |

| Anotado | 14' | Bruno Henrique         | 1:0 |
| Anotado | 28' | Gabriel Barbosa        | 2:0 |
| Anotado | 68' | Giorgian de Arrascaeta | 3:0 |

| Amonestado | 85' | Gabriel Barbosa |

| Amonestado | 52' | Erick |
| Amonestado | 61' | Nikão |

| Árbitro             | Wilton Pereira Sampaio             |
| Árbitros asistentes | Emerson Augusto de Carvalho        |
| Árbitros asistentes | Fabrício Vilarinho da Silva        |
| Cuarto árbitro      | Sávio Pereira Sampaio              |
| Adicionales VAR     | Rodrigo Guarizo Ferreira do Amaral |
| Adicionales VAR     | Márcio Henrique de Goi             |
| Adicionales VAR     | Fabrício Vilarinho da Silva        |

| 1          | Guardameta     | Diego Alves            |     |
| 13         | Defensa        | Rafinha                |     |
| 3          | Defensa        | Rodrigo Caio           |     |
| 2          | Defensa        | Gustavo Henrique       |     |
| 16         | Defensa        | Filipe Luís            | 87' |
| 5          | Centrocampista | Willian Arão           |     |
| 15         | Centrocampista | Gerson                 |     |
| 14         | Centrocampista | Giorgian de Arrascaeta | 72' |
| 7          | Delantero      | Éverton Ribeiro        | 86' |
| 9          | Delantero      | Bruno Henrique         |     |
| 27         | Delantero      | Gabriel Barbosa        |     |
| Entrenador | Entrenador     | Jorge Jesús            |     |

| 1          | Guardameta     | Santos             |     |
| 13         | Defensa        | Khellven           | 46' |
| 33         | Defensa        | Lucas Halter       |     |
| 44         | Defensa        | Thiago Heleno      |     |
| 6          | Defensa        | Márcio Azevedo     | 46' |
| 5          | Centrocampista | Wellington         |     |
| 26         | Centrocampista | Erick              |     |
| 18         | Centrocampista | Léo Cittadini      | 63' |
| 11         | Centrocampista | Nikão              |     |
| 7          | Delantero      | Rony               |     |
| 10         | Delantero      | Marquinhos Gabriel |     |
| Entrenador | Entrenador     | Dorival Júnior     |     |

| 19 | Delantero      | Michael | 72' |
| 10 | Centrocampista | Diego   | 86' |
| 6  | Centrocampista | Renê    | 87' |

| 16 | Defensa        | Abner Vinícius    | 46' |
| 55 | Centrocampista | Fernando Canesin  | 46' |
| 17 | Delantero      | Guilherme Bissoli | 63' |

| Anotado | 14' | Bruno Henrique         | 1:0 |
| Anotado | 28' | Gabriel Barbosa        | 2:0 |
| Anotado | 68' | Giorgian de Arrascaeta | 3:0 |

| Amonestado | 85' | Gabriel Barbosa |

| Amonestado | 52' | Erick |
| Amonestado | 61' | Nikão |

| Árbitro             | Wilton Pereira Sampaio             |
| Árbitros asistentes | Emerson Augusto de Carvalho        |
| Árbitros asistentes | Fabrício Vilarinho da Silva        |
| Cuarto árbitro      | Sávio Pereira Sampaio              |
| Adicionales VAR     | Rodrigo Guarizo Ferreira do Amaral |
| Adicionales VAR     | Márcio Henrique de Goi             |
| Adicionales VAR     | Fabrício Vilarinho da Silva        |

|                                      |
| Bandera del estado de Río de Janeiro |
| Campeón C. R. Flamengo 1.er título   |